# Hesperides Hill
Hesperides Hill är en kulle i Antarktis. Den ligger i Sydshetlandsöarna. Argentina, Chile och Storbritannien gör anspråk på området. Toppen på Hesperides Hill är 94 meter över havet. Hesperides Hill ligger vid sjön Grand Lagoon.
Terrängen runt Hesperides Hill är varierad. Havet är nära Hesperides Hill åt sydväst. Trakten är glest befolkad. Närmaste befolkade plats är St. Kliment Ohridski Base, 1,7 kilometer nordost om Hesperides Hill. 